# La Zaida
La Zaida és un municipi d'Aragó situat a la província de Saragossa i enquadrat a la comarca de la Ribera Baixa de l'Ebre.
Troballes de ceràmica ibèrica a poca profunditat primeres són les primeres traces d'un assentament humà, data al segle vi aC. A primera vista hom podria pensar que el nom de la Zaida és d'origen àrab però els filòlegs asseguren que prové de l'arrel ibero-basca «zai» que significa punt de guaita, torre o castell.